# Delopa major
Delopa major är en insektsart som beskrevs av Van Stalle 1983. Delopa major ingår i släktet Delopa och familjen dvärgstritar. Inga underarter finns listade i Catalogue of Life.